# Dreisbach
Dreisbach là một đô thị thuộc một ‘‘Verbandsgemeinde’’ - ở huyện Westerwald trong bang Rheinland-Pfalz, Đức. Đô thị Dreisbach có diện tích 4,62 km².